# Sandy Bennett
Sandra ("Sandy") Kaye Bennett (Dargaville, 25. svibnja 1972.) je bivša novozelandska hokejašica na travi. Igrala je na položaju obrambene igračice.
Svojim igrama je privukla pozornost novozelandskog izbornika, što joj je dalo mjesto u izabranoj vrsti.

## Sudjelovanja na velikim natjecanjima
Za "The Black Sticksice" je igrala na:
- 1998.: Igre Commonwealtha u Kuala Lumpuru: brončano odličje
- 1998.: SP u Utrechtu, 6. mjesto
- 1999.: Trofej prvakinja u Brisbaneu, 5. mjesto
- 2000.: izlučna natjecanja za OI 2000., održana u Milton Keynesu, 1. mjesto
- 2000.: OI u Sydneyu, 6. mjesto
- 2000.: Trofej prvakinja u Amstelveenu, 6. mjesto
- 2001.: Trofej prvakinja u Amstelveenu, 5. mjesto
- 2002.: Trofej prvakinja u Macau, 5. mjesto
- 2002.: Igre Commonwealtha u Manchesteru, 4. mjesto
- 2002.: SP u Perthu: 11.
- 2004.: OI u Ateni, 6. mjesto